# Comuna Mijeneț, Starîi Sambir
Mijeneț (în ucraineană Міженець) este o comună în raionul Starîi Sambir, regiunea Liov, Ucraina, formată din satele Mijeneț (reședința), Storonevîci și Zorotovîci.

## Demografie
Componența lingvistică a comunei Mijeneț
     Ucraineană (95,23%)
     Alte limbi (0,48%)
Conform recensământului din 2001, majoritatea populației comunei Mijeneț era vorbitoare de ucraineană (95,23%), existând în minoritate și vorbitori de polonă (4,23%).